# Ernst Fischer (Mediziner)
Ernst Fischer (* 27. September 1896 in Breslau; † 7. Februar 1981 in Richmond, Virginia) war ein deutsch-amerikanischer Physiologe.

## Leben
Der aus Breslau gebürtige Ernst Fischer – er war jüdischen Glaubens – wandte sich nach abgelegtem Abitur einem Studium der Medizin an den Universitäten Frankfurt am Main und Göttingen zu, das er 1924 in Frankfurt mit dem Erwerb des akademischen Grades eines Dr. med. abschloss. Nach einer Tätigkeit an der Göttinger Medizinischen Universitätsklinik trat er im gleichen Jahr eine Assistenzstelle am Institut für animalische Physiologie der Universität Frankfurt am Main an, wo er sich nach Studienaufenthalten in London und Neapel 1928 als Privatdozent für Physiologie habilitierte.
Der wegen seines jüdischen Glaubens 1933 aus dem Universitätsdienst entlassene Ernst Fischer emigrierte 1934 über das Vereinigte Königreich in die Vereinigten Staaten, wo er im gleichen Jahr eine Associate Professur für Physiologie an der University of Rochester erhielt. 1944 folgte er dem Ruf auf die Professur für Physiologie an die Virginia Commonwealth University, die er bis 1966 bekleidete. Zuletzt füllte er eine Professur für dasselbe Fach von 1968 bis 1972 an der Union University in Schenectady aus. Zusätzlich hielt er Gastprofessuren an der Universität Frankfurt von 1969 bis 1966 sowie an der Hacettepe-Universität von 1966 bis 1967 inne.
Ernst Fischer, der 1935 in die Virginia Academy of Science in Richmond, 1946 in die New York Academy of Sciences sowie 1951 in das American College of Cardiology aufgenommen wurde, verfasste seit 1931 über 110 Aufsätze und Beiträge zu seinem Fachgebiet in den wichtigsten deutschen und amerikanischen physiologischen und medizinischen Zeitschriften und Sammelwerken.

## Schriften
- Die elektrischen Erscheinungen des quergestreiften Muskels während der Einwirkung von contracturerzeugenden Substanzen, Dissertation, Frankfurt am Main, 1924.
- Mit Emil Lehnartz: Lehrbuch der Physiologie für Studierende der Zahnheilkunde, Springer, 1934.